# Веттіни

Герб Веттінів

Веттіни (нім. Wettiner, англ. House of Wettin) — німецький княжий рід, нині представлений Віндзорською династією, що править у Великій Британії, а також Саксен-Кобург-Готської династією королів Бельгії.
Династія Веттинів панувала понад 800 років на середньонімецьких просторах; імена її представників назавжди вписані до історії Саксонії. Після Лейпцігського поділу Веттіни мають дві лінії: ернестінську і альбертинську.
Представники династії Веттингів були (або є) королями Великої Британії, Бельгії, Болгарії, Португалії, Саксонії, Польщі, Великими князями Литовськими, Руськими, Київськими, Волинськими та Чернігівськими. 

## Історія
Історія роду достовірно простежується з другої половини X століття, коли вони володіли землями в південно-східному передгір'ї Гарца. Рід отримав ім'я за замком Веттін, розташованому на березі річки Заале. Історія сімейства до придбання цього замку (близько 1000 року) залишається предметом суперечок. Деякі історики шукають їх джерела в північній Швабії, а Альтцелльска хроніка виводить Веттинів від короля саксів Відукінда.
Згідно генетичних тестів Веттіни належать до гаплогрупи R1b (R1b-U106 > Z381 > Z156> Z306 > Z304 > DF98 > S18823 > S22069 > S8350)

## Монархи України
- Август II Фрідріх — король Польщі, Великий князь Литовський, Великий князь Руський, Прусський, Мазовецький, Жмудський, Київський, Волинський, Подільський, Підляський, Інфлянський, Смоленський, Сіверський, Чернігівський.
- Август III Фрідріх король Польщі, Великий князь Литовський, Руський, Прусський, Мазовецький, Жмудський, Київський, Волинський, Подільський, Підляський, Інфлянський, Смоленський, Сіверський, Чернігівський.
- Фрідріх Август І — Король Саксонії, Великий князь (герцог) Варшавський.

## Гілки
- Альбертинська лінія Веттінів
- Ернестинська лінія Веттінів